# Owen O’Malley
Owen St. Clair O’Malley (ur. 4 maja 1887 w Eastbourne, zm. 16 kwietnia 1974) – brytyjski dyplomata, w latach 1939–1941 ambasador Wielkiej Brytanii na Węgrzech, w czasie II wojny światowej w latach 1943–1945 ambasador Wielkiej Brytanii przy polskim rządzie na uchodźstwie w Londynie, a w latach 1945–1947 ambasador Wielkiej Brytanii w Portugalii. Rycerz Orderu św. Michała i św. Jerzego (ang. Knight of the Order of Saint Michael and Saint George, KCMG).

## Kariera dyplomatyczna
Ukończył prywatną szkołę w Harrow i Uniwersytet w Oksfordzie. Rozpoczął pracę w służbie dyplomatycznej w 1911 roku. W lutym 1943 roku został brytyjskim ambasadorem przy polskim rządzie na uchodźstwie w Londynie. Jest szczególnie znany z powodu raportu na temat zbrodni katyńskiej przesłanego 24 maja 1943 roku do brytyjskiego ministra spraw zagranicznych, Anthony’ego Edena, w którym wskazał na wysokie prawdopodobieństwo popełnienia zbrodni przez ZSRR i zwrócił uwagę na wiążące się z tym kwestie moralne i polityczne. Raporty dyplomatyczne sir Owena O’Malleya na temat zbrodni katyńskiej z lat 1943–1944 zostały odtajnione w 1972 roku, a następnie opublikowane w tym samym roku przez Polish Cultural Foundation w Londynie z przedmową lorda Barnby'ego i wstępem Louisa FitzGibbona. W 1973 roku opublikował je również Kongres Polonii Amerykańskiej. W Polsce wydawał je jako wydawnictwo podziemne niezależny Instytut Katyński. Pierwsze polskie wydanie w oficjalnym obiegu wydawniczym ukazało się w 1989 roku.

## Rodzina
25 września 1913 roku poślubił Mary Dolling Sanders (1889–1974), autorkę powieści wydawanych pod pseudonimem Ann Bridge, z którą miał troje dzieci: dwie córki i syna. Po zakończeniu kariery dyplomatycznej mieszkał w rodzinnej posiadłości w hrabstwie Mayo w Irlandii.